# Élisabeth Toulemont
 (décembre 2018).
Élisabeth Claire Toulemont, née le 8 mars 1888 à Paris 7e et morte le 16 mars 1971 à Paris 12e, est une danseuse et écrivaine française. Elle épouse l'écrivain Marcel Jouhandeau à Paris le 4 juin 1929. Elle apparaît dans l'œuvre de l'écrivain creusois sous le prénom d'Élise.

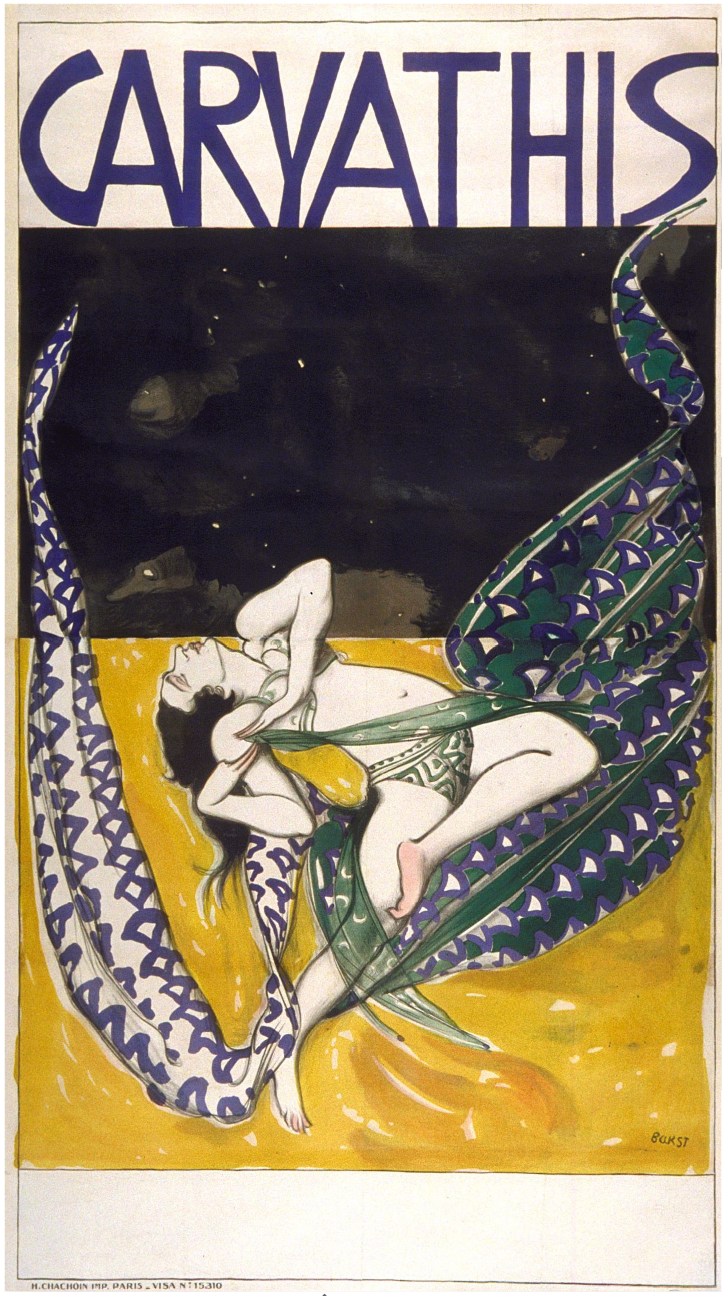
Affiche signée Léon Bakst pour Caryathis (1919).

## Biographie
Élisabeth Toulemont était originaire du Périgord par son père, Henri Toulemont, et de Mariol, dans l'Allier, par sa mère, Annette Dauphant. Elle a eu une enfance et jeunesse difficiles. Un père alcoolique, instable et absent, abandonna femme et enfants pour s'engager comme cuisinier sur le Transsibérien. La mère travaillait comme couturière-lingère dans des maisons bourgeoises et l'argent manquait.
Pendant quelques années, Élisabeth (déjà fantasque et rebelle) et sa sœur Madeleine (plus sage) sont pensionnaires des sœurs du Saint-Sacrement à Ris-Châteldon. Leur père, mécontent de leur apparence, finit par les enlever du couvent et les ramena chez leur mère. Elles deviendront apprenties de couture. Mais Élisabeth se lassera des travaux d'aiguille.
En 1910, à 22 ans, après une mésaventure amoureuse avec un maladroit étudiant en médecine, Élisabeth décide de devenir danseuse. Sa volonté est plus forte que l'âge tardif, un visage saturnin et un corps peu élancé. Jusqu'à 1925, elle fréquentera des cours de danse avec Léo Staats, Larionow et cours de musique avec Jean d'Udine (nl). Elle jouera sous le nom de Caryathis, et se fera remarquer par ses manières extravagantes et des accoutrements d'un goût douteux.
Toulemont fréquente le milieu des artistes, et rencontre Marie Laurencin, Jean Cocteau, Max Jacob, Picasso, entre beaucoup d'autres. Elle a aussi été la maîtresse de Charles Dullin. Femme de caractère (voire de colère facile), elle était parfois appelée La belle excentrique, du titre d'une musique qu'Erik Satie avait composée pour un spectacle de Caryathis. Élisabeth Toulemont est également apparue, au cours des années 1920, dans divers ballets créés sur des musiques de Georges Auric, Francis Poulenc ou Maurice Ravel.
En 1928, Marie Laurencin, inquiète des mignons de Jouhandeau, s'érige entremetteuse de l'écrivain et de la flamboyante Caryathis. Vite, ils deviendront amoureux et se marieront le 4 juin 1929, en dépit de l'avis contraire de la mère Jouhandeau, qui trouva « une griffe dans le regard » de sa future belle-fille. Élisabeth – ou Élise (comme Jouhandeau l'appelle dans sa vie et dans ses écrits) a l'illusion de détourner son mari de ses penchants homosexuels, en vain. Vers 1933-1935, Jouhandeau retournera au « vice » (comme il l’appelle), ce qui mènera à un écart croissant avec sa femme. Ils ne se sépareront jamais, mais vivront en état de guérilla permanente. Jouhandeau écrit que, depuis 1938, il ne fit plus l'amour avec Élise après qu'elle a voulu tuer un de ses amants. 
En dépit des agressions et parfois des actes exécrables d'Élise (en mai 1944, elle dénonça à la Gestapo le résistant Jean Paulhan, un des meilleurs amis de son mari), Jouhandeau a toujours reconnu le rôle stabilisateur de sa femme dans sa vie, assurant la tranquillité bourgeoise nécessaire pour son travail d'écrivain.
Très prévoyante et pragmatique, Élise, même avant son mariage, était devenue propriétaire. En 1919, elle aurait acheté un immeuble de rapport près de la porte Maillot, au 14 rue du Commandant-Marchand. Jouhandeau raconte qu'un industriel protecteur lui avait donné un hôtel particulier qu'elle avait transformé en hôtel meublé avec sept appartements à louer.
En 1960, Élise accepte de vendre très avantageusement son hôtel à la porte Maillot à un entrepreneur immobilier et le déjà septuagénaire « couple infernal » déménagea près de 9 km à l'ouest, dans une belle villa à Rueil-Malmaison, une riche banlieue de Paris.
Ses dernières années ne sont pas très paisibles. Il semble que ses accès de colère se font de plus en plus fréquents et prolongés. Le 9 mars 1971, elle est victime d'une hémiplégie droite, et finit par mourir le 16 mars à 22 heures. Ses obsèques ont lieu le 20 mars 1971 en l'église Saint-Eustache de Paris. Elle est inhumée au cimetière Montmartre. Marcel Jouhandeau l'y rejoindra en 1979.

## Œuvres
- Joies et douleurs d'une belle excentrique :

1. Enfance et adolescence d'Élise (1952)
2. L'Altesse des hasards (1954)
3. Le Spleen empanaché (1960)

- Les Liens de ronces ou le Mariage, suivi des lettres d'Élise et Marcel Jouhandeau (1964).